# Suedlink

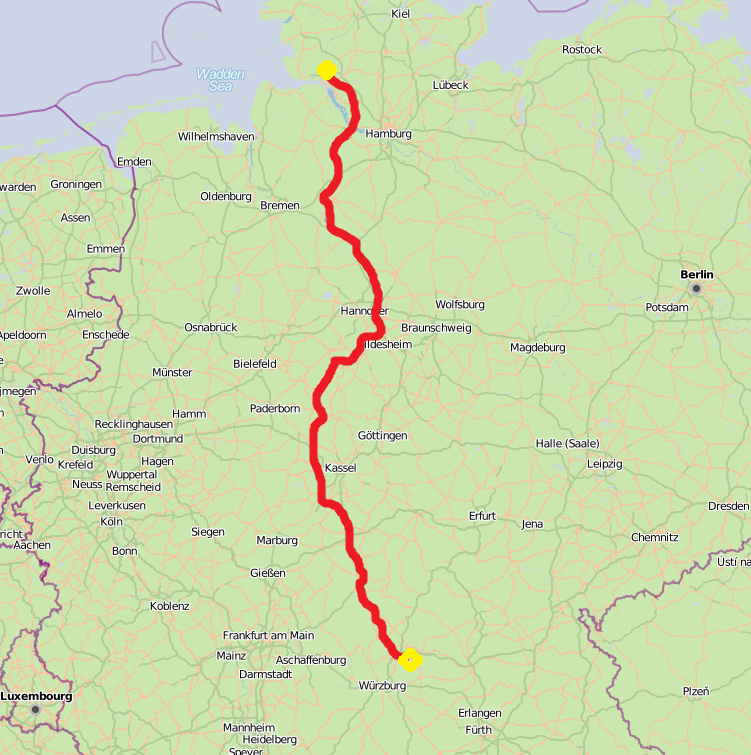
Tracé van Suedlink (plannen van 2014)

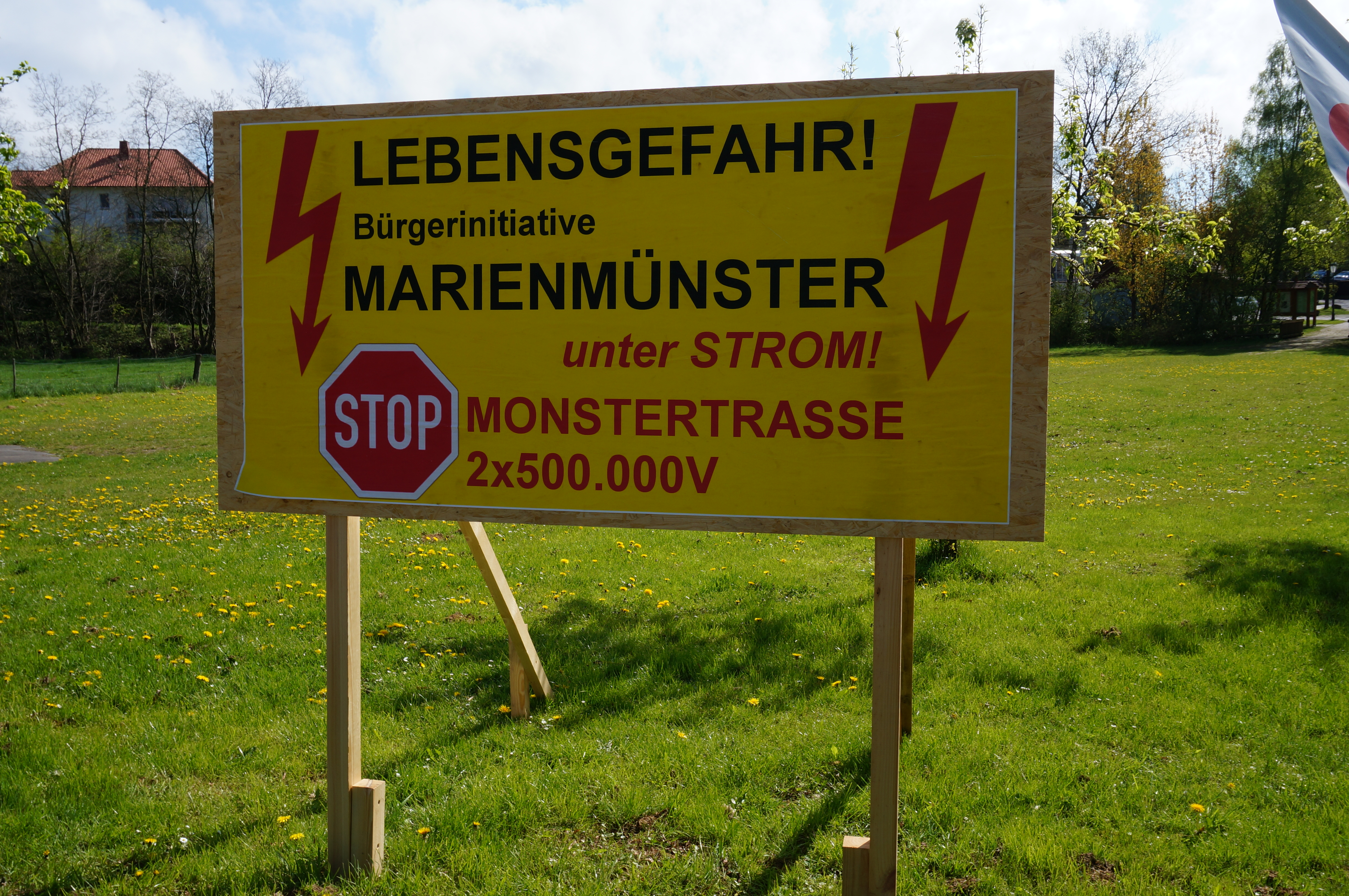
Er leven in Marienmünster bezwaren

Suedlink (ook gespeld als SüdLink of Südlink) is de naam van een door de transmissienetbeheerders Tennet TSO en TransnetBW geplande corridor voor de bouw van transmissielijnen voor hoogspanningsgelijkstroom (HVDC-lijnen) in Duitsland.
Suedlink is een van de belangrijkste onderdelen van de Energiewende, het Ontwikkelingsplan Elektriciteitsnetwerk van de Duitse Bondsrepubliek. Het gaat om twee gekoppelde lijnen met elk drie kabels, met een totaal vermogen van vier gigawatt, wat overeenstemt met 3 à 4 kerncentrales, en ongeveer een tiende van de Duitse elektriciteitsbehoefte dekt. De verbinding is in de eerste plaats bedoeld om de elektrische energie die in het noorden van Duitsland uit wind wordt opgewekt naar Zuid-Duitsland te kunnen vervoeren.

## Traject
Suedlink wordt in totaal 700 kilometer lang en loopt van Wilster en Brunsbüttel in het noorden van Sleeswijk-Holstein naar Zuid-Duitsland, waar de gelijkstroomleiding zich vertakt in een deel naar Beieren en een deel naar Baden-Württemberg.

## Project
Het project, dat in 2012 werd voorgesteld, kreeg in 2013 concreet vorm en gaat ongeveer tien miljard euro kosten. SuedLink moet vanaf 2028 de in Noord-Duitsland opgewekte windenergie naar Zuid-Duitsland brengen.
Op 11 september 2023 begonnen de werkzaamheden met de aanleg van buizen onder de rivier de Elbe bij Glückstadt.